# Kina (moneda)
El kina (código PGK) es la moneda oficial de Papúa Nueva Guinea. Un kina está dividido en 100 toea. Fue introducido el 19 de abril de 1975 reemplazando al dólar australiano, que a su vez, había reemplazado en 1966 a la libra neoguineana. El nombre viene deriva del idioma kuanua de la región de Tolai, y que eran tradicionalmente usadas como moneda en Nueva Guinea.
Durante sus primeros años, el kina experimentó una apreciación con respecto al dólar australiano, alcanzando un valor aproximado de 1,30 dólares australianos en 1980. Alcanzó su máximo en 1986 (1 kina = 1,54 dólares australianos). El kina se mantuvo estable hasta 1995, cuando el país comenzó a experimentar tasas de inflación anuales de dos dígitos, lo que provocó una caída gradual de su valor. El kina cayó por debajo del dólar australiano en 1996. Las elevadas tasas de inflación persistieron, y para 2002, el valor del kina cayó por debajo de los 0,50 dólares australianos. Desde entonces, la mayor parte del tiempo, con la excepción de septiembre de 2008 y marzo de 2009, el kina se cotizó por debajo de los 0,50 dólares australianos.
El tipo de cambio promedio de un kina en septiembre de 2022 fue: K1 = US$0,2840 , lo que significa que US$1 = K3,52.

## Monedas
En 1975, se introdujeron monedas de 1, 2, 5, 10 y 20 toea y 1 kina. Las de 1 y 2 toea se acuñaron en bronce , mientras que las demás se acuñaron en cuproníquel . La moneda de 1 kina es redonda y tiene un orificio central; esta denominación se redujo a partir de 2006, y la moneda de mayor tamaño se desmonetizó el 31 de diciembre de 2008. En 2008 también se introdujo una moneda bimetálica de 2 kinas, destinada a sustituir al billete de 2 kinas.
Las monedas de 1 y 2 toea también se retiraron en 2006 y, desde el 19 de abril de 2007, dejaron de ser de curso legal. El anverso de la moneda de 1 toea muestra una mariposa, mientras que el de 2 toea muestra un pez león. A finales de 2008, una nueva moneda bimetálica de 2 Kina fue acuñada (no para entrar en circulación) conmemorando el trigésimo quinto aniversario del Banco de Papúa Nueva Guinea.
En 1980, se introdujeron monedas de 50 toea, pero solo se emitieron conmemorativas sin un diseño estándar. En 2021, se emitió una moneda de 50 toea para circulación general, utilizando el diseño de la mariposa que se usaba anteriormente en la moneda de 1 toea, ahora retirada.

## Billetes en circulación
El 19 de abril de 1975, se introdujeron los billetes de 2, 5 y 10 kinas, que sustituyeron al dólar australiano a la par, por lo que el esquema de colores era el mismo. Circularon junto con el dólar hasta el 1 de enero de 1976, cuando este dejó de ser de curso legal. Se emitió una nueva emisión de billetes, comenzando con los de 50 kinas en 1999, luego los de 100 kinas en 2005, los de 2 y 20 kinas en 2007, y los de 5 y 10 kinas en 2008. La coloración de las denominaciones individuales es la misma que la de la moneda decimal australiana actual y anterior. Desde 1991, los billetes de Papúa Nueva Guinea se han producido en polímero, aunque en 2009 el banco emitió billetes conmemorativos del Día de la Kina y el Toea en papel. El Banco de Papúa Nueva Guinea dejó de aceptar billetes de papel a partir del 31 de diciembre de 2014 y ya no son de curso legal.

## Monedas de curso legal
| Denominación | Circula desde | Metal              | Metal              | Forma      | Diámetro | Canto    | Anverso       | Reverso          |
| Denominación | Circula desde | Anillo             | Centro             | Forma      | Diámetro | Canto    | Anverso       | Reverso          |
| ------------ | ------------- | ------------------ | ------------------ | ---------- | -------- | -------- | ------------- | ---------------- |
| 5 Toea       | 1975          | Cupro-Níquel       | Cupro-Níquel       | Circular   | 19,5 mm  | Estriado | Tortuga       | Emblema nacional |
| 10 Toea      | 1975          | Cupro-Níquel-Zinc  | Cupro-Níquel-Zinc  | Circular   | 23,7 mm  | Estriado | Cuscús        | Emblema nacional |
| 20 Toea      | 1975          | Cupro-Níquel       | Cupro-Níquel       | Circular   | 28,6 mm  | Estriado | Casuario      | Emblema nacional |
| 50 Toea      | 1980          | Cupro-Níquel       | Cupro-Níquel       | Heptagonal | 30 mm    | Estriado | Conmemorativa | Emblema nacional |
| 1 Kina       | 2004          | Bronce de Aluminio | Bronce de Aluminio | Circular   | 27,5 mm  | Estriado | Cocodrilos    | Emblema nacional |